# Banquise
Ne doit pas être confondu avec Barrière de glace.

Carte des mouvements de la banquise entre mars et septembre dans l'océan Arctique dans les années 1980.

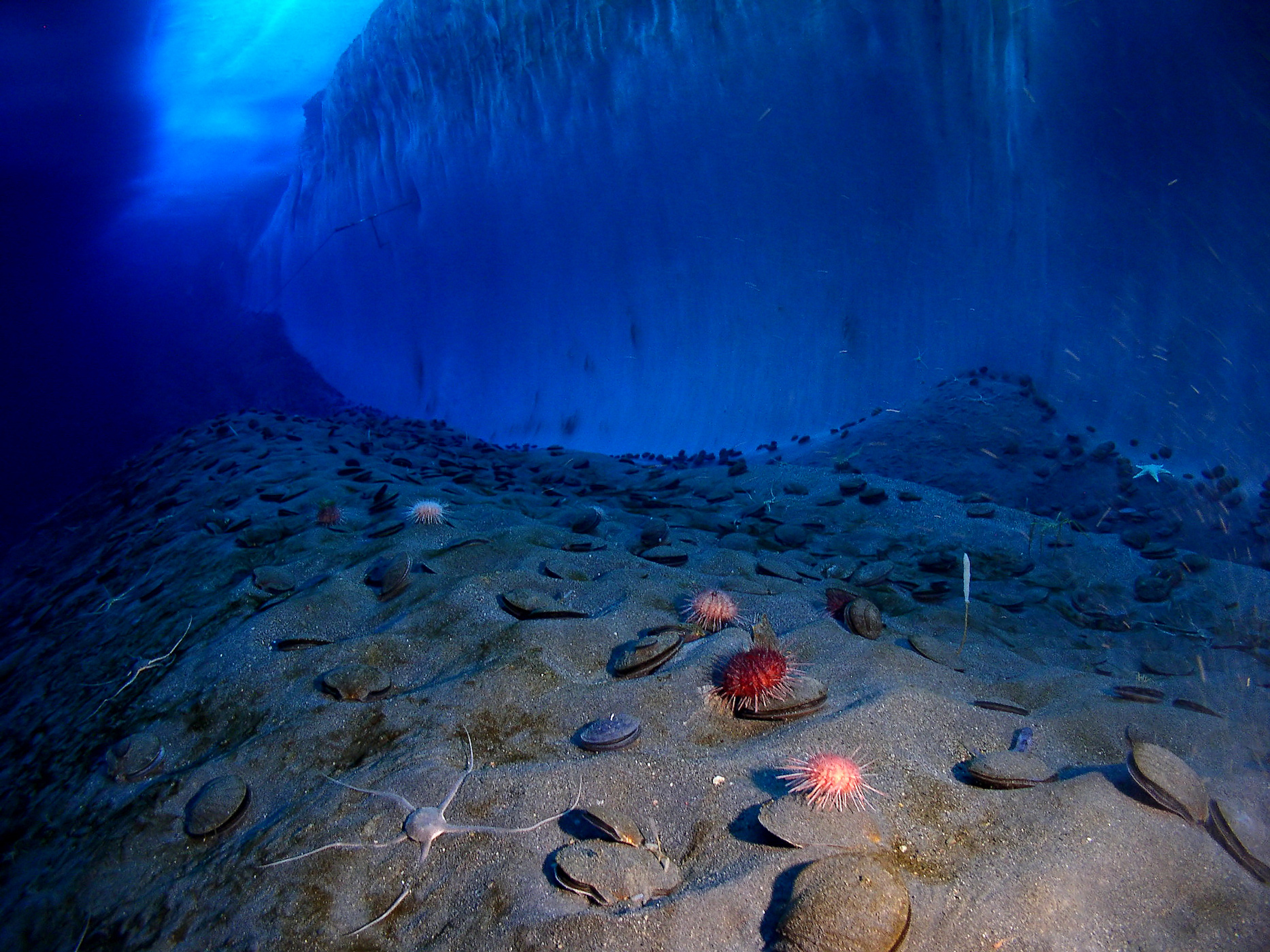
La vie est rare sur la banquise, mais plus développée sous l'eau. Au pied du mur de glace, de la banquise d'Explorer's Cove (New Harbor, détroit de McMurdo), coquillages, oursins et organismes marins occupent densément le fond

La banquise est l'étendue de glace qui se forme à la surface d'une étendue d'eau par solidification des couches supérieures d'eau, généralement en mer (la banquise est aussi appelée glace de mer dans ces cas-là) mais aussi dans les lacs ou les cours d'eau navigables. La flottabilité de la banquise est due à l'écart entre la densité de la glace et celle de l'eau liquide (aux environs de 9 %) : la glace, qui est moins dense que l'eau liquide, flotte sous l'effet de la poussée d'Archimède.
La banquise pérenne, ayant une épaisseur de trois ou quatre mètres, est ancienne de plusieurs années, car elle persiste après la fonte estivale.
La banquise saisonnière (appelée aussi banquise annuelle ou hivernale) a moins d'un an : elle se forme durant l'hiver polaire, lorsque la température de l'eau de mer descend en dessous de −1,8 °C ou lorsque la température de l'eau douce descend sous 0 °C ; au cœur de l'hiver, l'épaisseur des glaces peut atteindre un à deux mètres, compte non tenu de la neige qui s'y accumule.
Il ne faut pas confondre cette glace plus ou moins pérenne avec les calottes glaciaires et les inlandsis et leurs prolongements flottants sur l'océan, les barrières de glaces, qui sont constitués quant à eux de glace continentale, c'est-à-dire de précipitations neigeuses accumulées et durcies par tassement.

## Statistiques
En 1980, l'épaisseur moyenne de la banquise arctique variait de 1,89  à   2,62 m mais en 2012, elle était devenue de 1  à   1,72 m. Entre 1980 et 2012, l'épaisseur maximum est entre fin mars et mi-mai et le minimum entre fin août et mi-novembre.
Après l'été, la banquise augmente rapidement jusqu'à 9,5 millions de km2. Puis l'augmentation est moins rapide dès que la banquise touche les côtes du Canada et de la Russie. La banquise arctique perd 8 % de sa superficie totale par décennie depuis les années 1980. Cependant, à partir de la décennie 2010, son déclin s’accélère.
Contrairement à une idée très répandue, en raison de la poussée d'Archimède, la fonte de la banquise n'intervient pas dans la montée du niveau des océans, le volume occupé par la glace de mer flottant sur l'eau étant exactement le même, que celle-ci soit solide ou liquide,.

## Formation

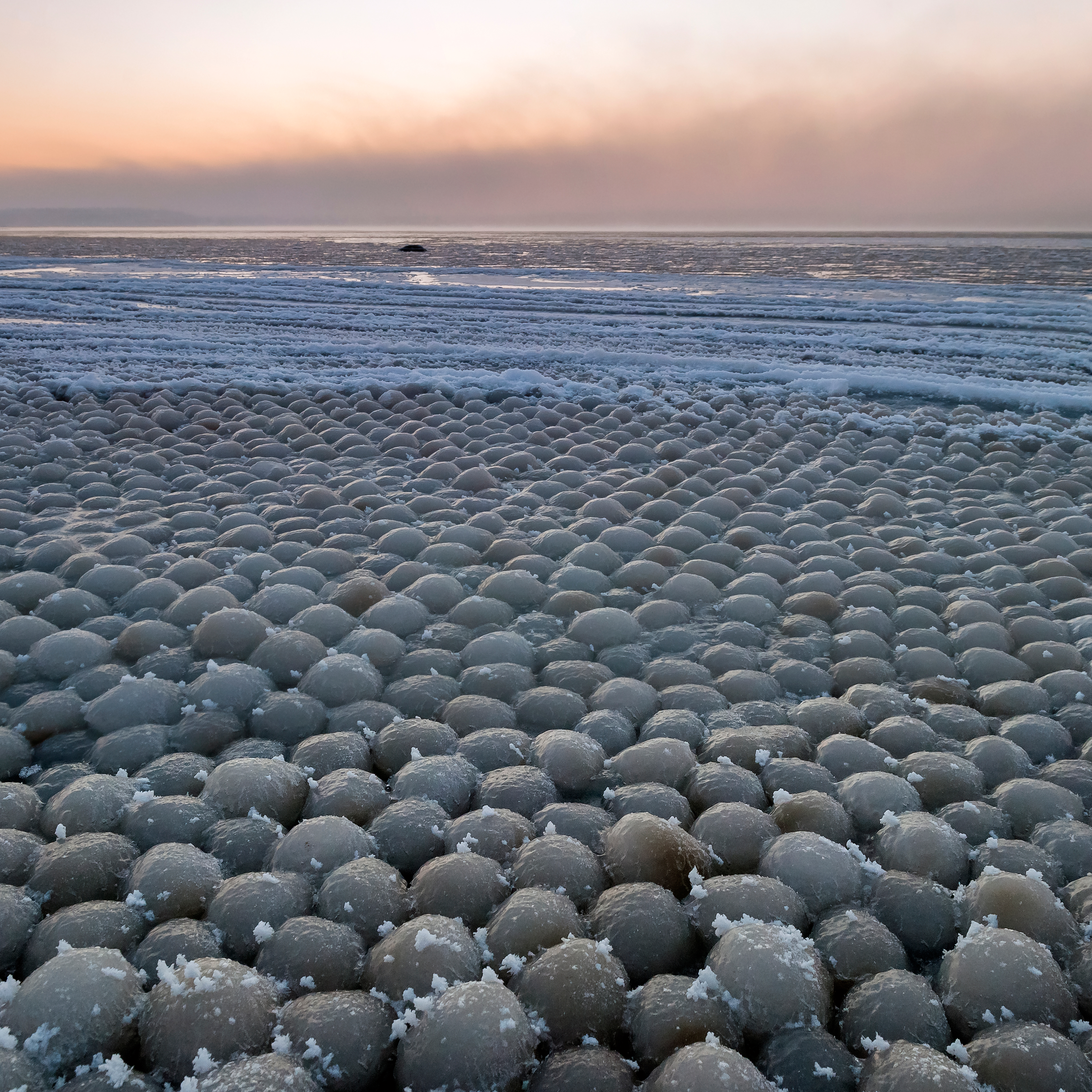
La glace en boules, un phénomène rare dû à la houle.

À la fin de l’été, le froid polaire s’installe, parfois brutalement (−40 °C) ; la surface de l’océan se refroidit mais en raison des mouvements de la mer (houle, vagues, etc.), la glace de mer ne prend pas d'un seul coup.
Quand la température de l'eau atteint −1,86 °C, les premières paillettes de glace cristallisent.
C’est d’abord le frazil (ou frasil) qui se forme. Ces cristaux de glace qui se créent dans l’eau en modifient la viscosité. Les vents et les courants rassemblent le frazil en une couche d'aspect huileux et mat appelée la « mélasse » (ou « sorbet » au Canada). Dans d'autres conditions, la juxtaposition de ces petits cristaux de glace forme une sorte de bouillie appelée « slush ».
Si la mer est calme, la mélasse s'épaissit en une croûte plus épaisse et souple : le « nilas »), puis plus rigide : la banquise. Si la mer est agitée, le nilas s'agglomère en petites boules appelées « shuga ». Ensuite, les petits cristaux vont s'agréger jusqu'à former des plaques arrondies de glace dont les bords peuvent se soulever sous l'action du vent ou des vagues : c'est la glace en crêpe (ou pancake ice). Celle-ci va se solidifier assez rapidement, mais tant qu'elle n'atteint que quelques centimètres d'épaisseur, elle reste fragile et les mouvements de l'eau peuvent la fissurer en plaques plus ou moins étendues, les « floes ».
Une fois la surface gelée, l’eau de mer se trouve isolée de l’air et le processus ralentit. La banquise s’épaissit alors lentement, par sa face inférieure par adjonction de frasil ou de fin cristaux filiformes de « glace colomnaire », jusqu’à atteindre environ deux mètres. Au-delà d'une certaine épaisseur, la glace ne constitue plus qu'un seul bloc couvrant une vaste étendue : c'est la banquise proprement dite (banquise pérenne). L'eau de mer se dessale en gelant (« expulsion » du sel vers les eaux plus profondes).
L'eau de mer projetée par les vagues sur la banquise et qui gèle ensuite, ainsi que les précipitations neigeuses qui s'accumulent à sa surface durant l'hiver augmentent encore l'épaisseur de la banquise.
Les vents, les courants et les chocs avec les icebergs dérivants font bouger la banquise, la fracturent (phénomène mesurable par des hydrophones, géophones et sismomètres qui enregistrent des « tremblements de glace »), la compriment et créent des fissures, des canaux, des failles, des crêtes de compression, des chevauchements de plaques, etc.

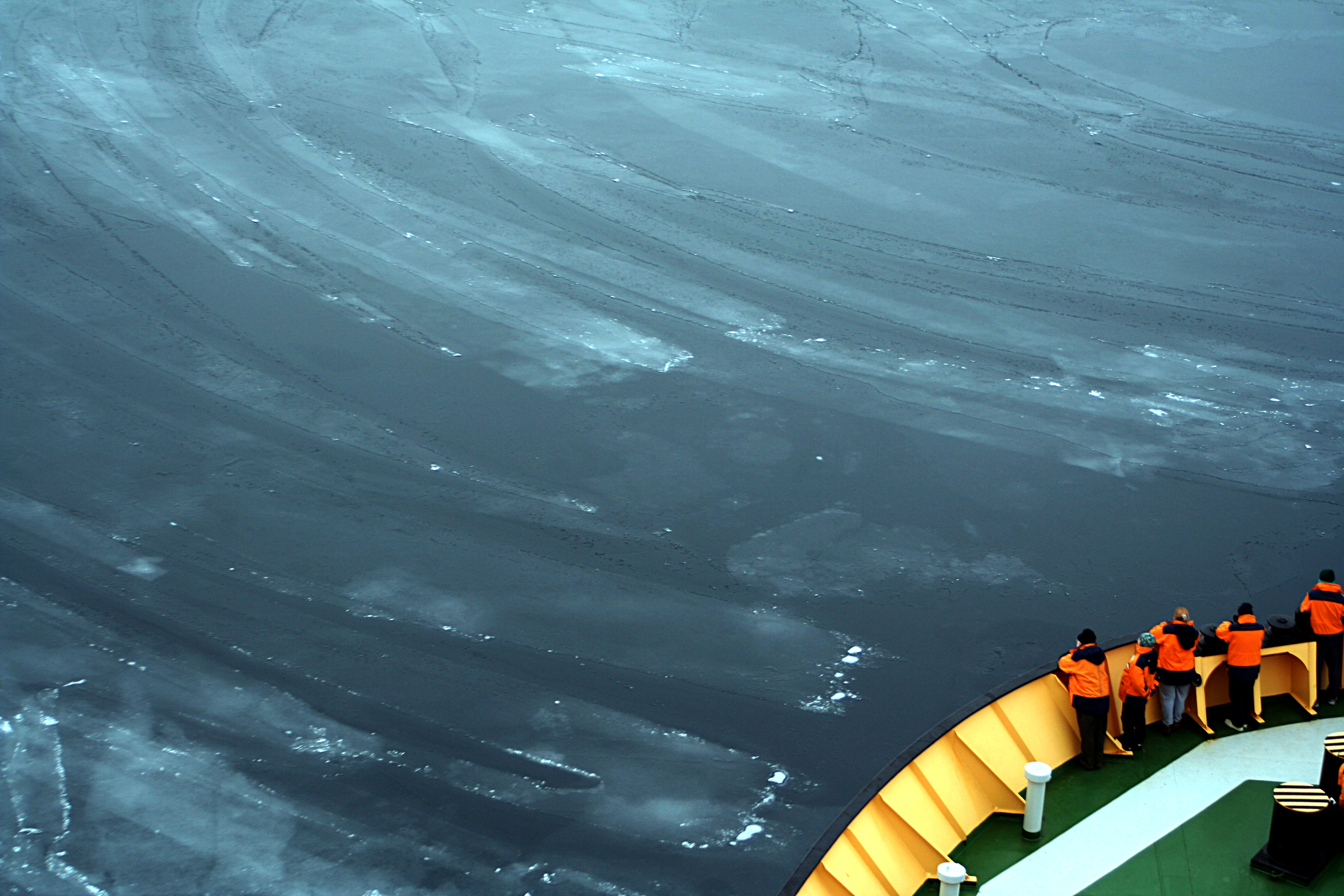
Nilas
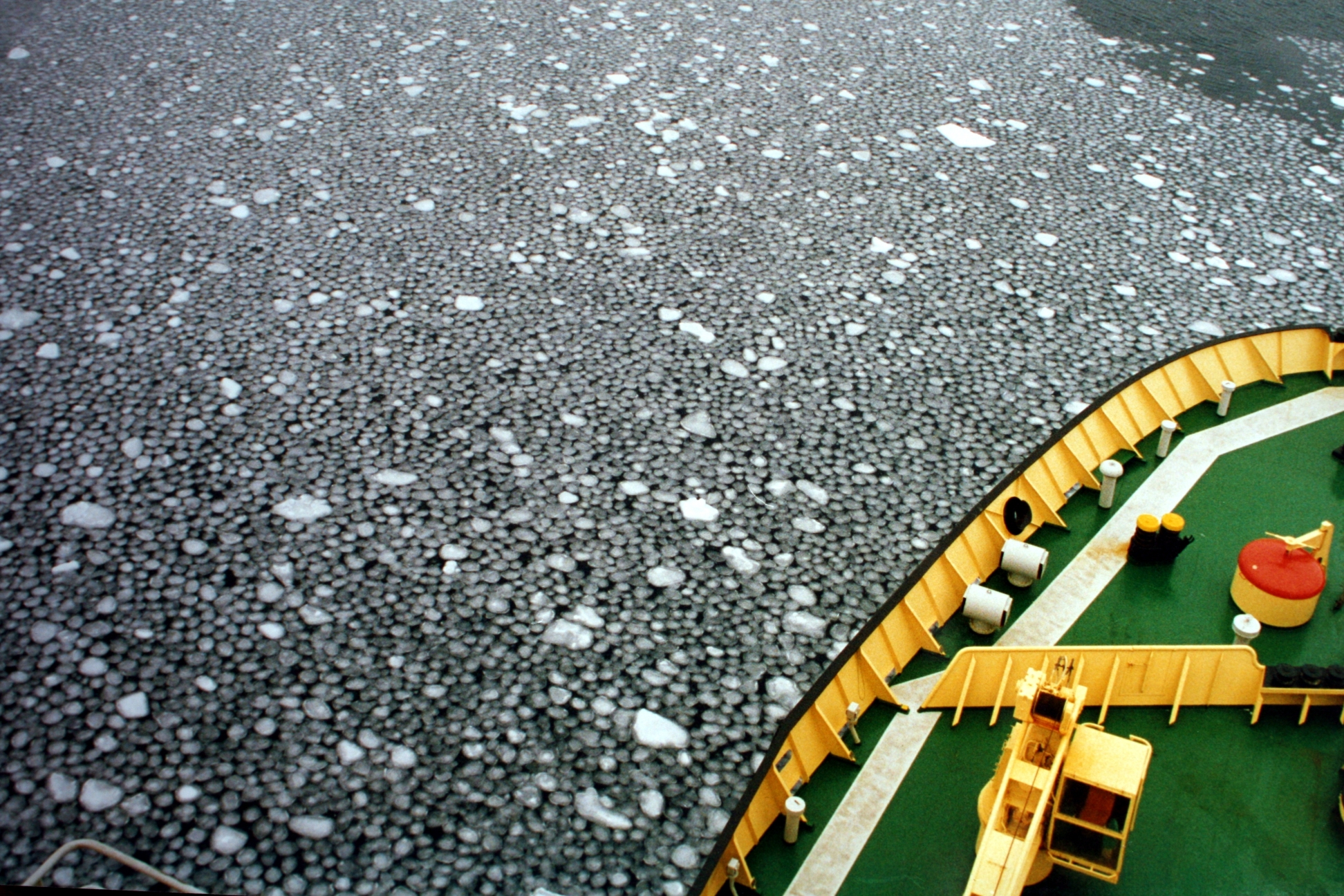
Glace en crêpe
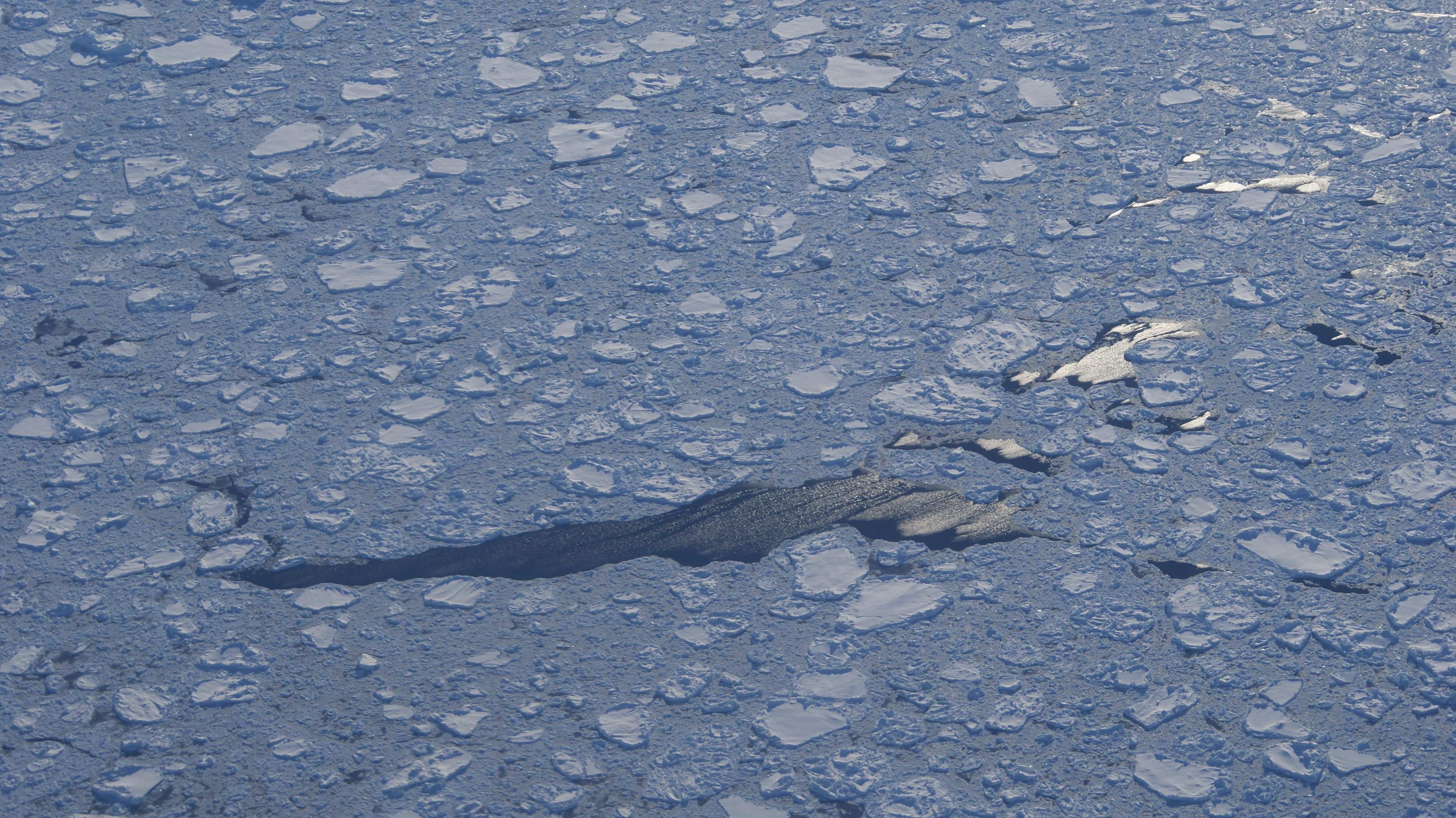
Floes d'embâcle
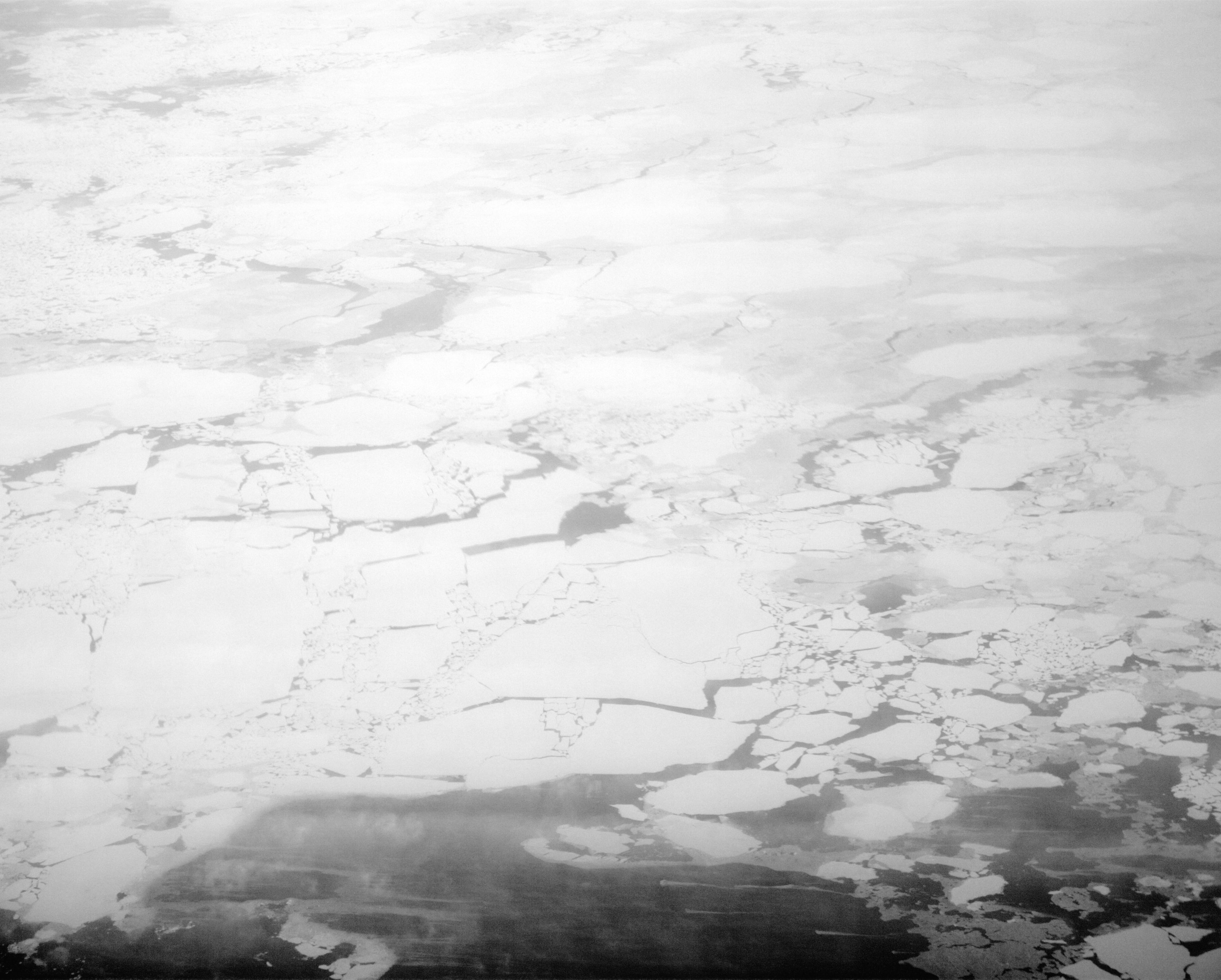
Banquise dans l'Atlantique Nord.
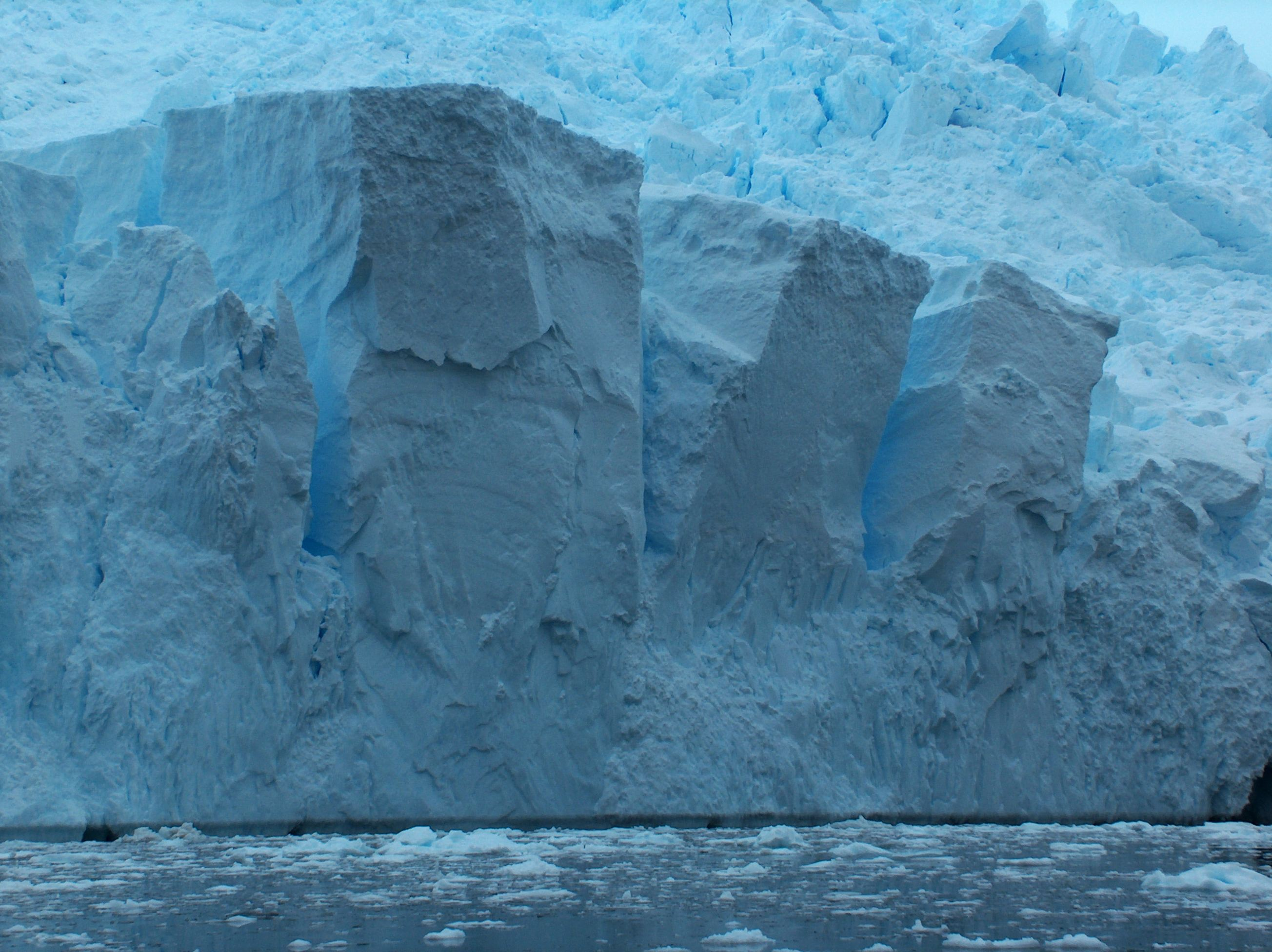
Cour dans la calotte glaciaire antarctique.
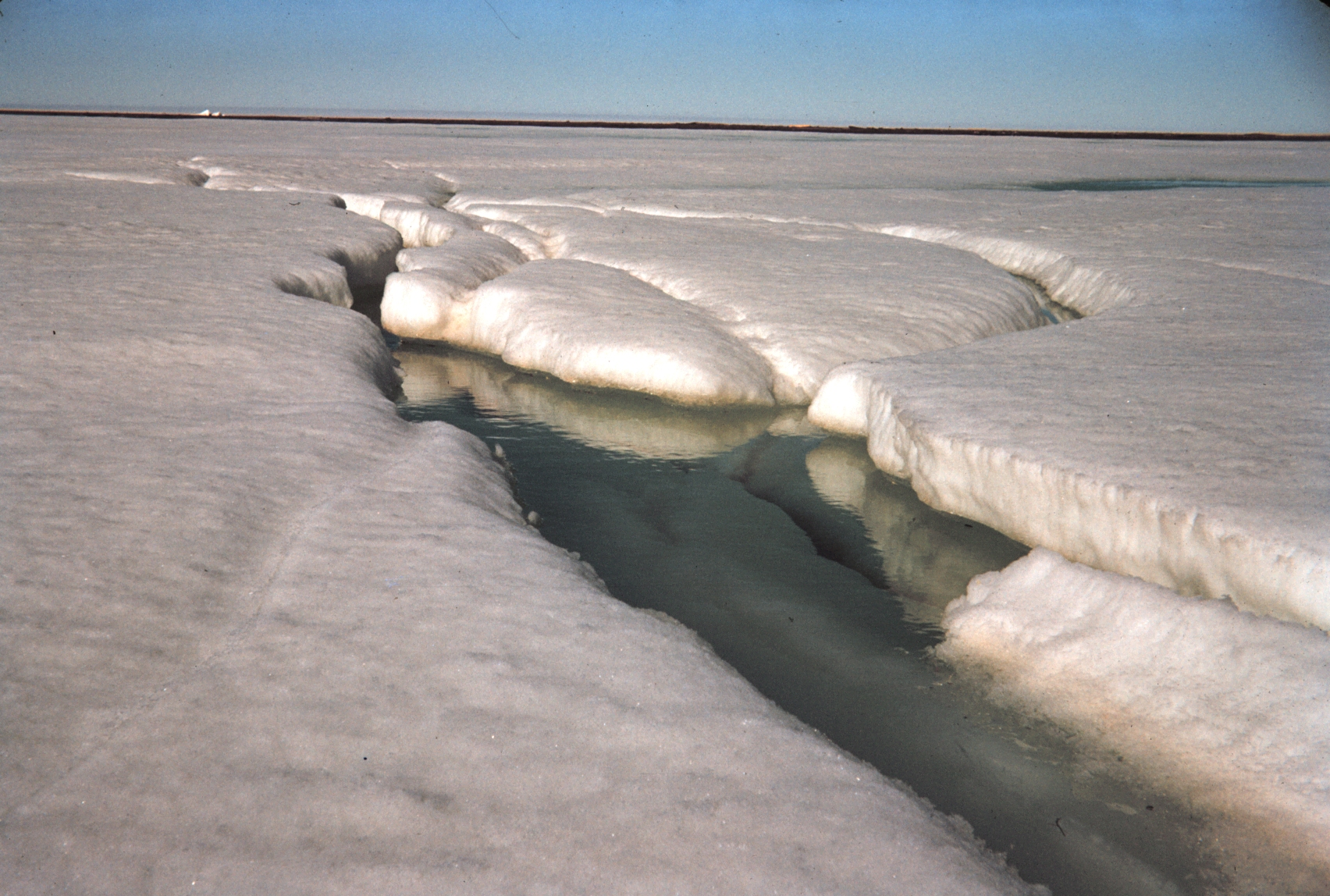
Débâcle dans l'Arctique.

## Débâcle
Lorsqu'elle redevient sujette aux mouvements de la mer, la banquise se fragmente, se brise, s’ouvre, se chevauche en grandes plaques puis en morceaux de plus en plus petits. La banquise ainsi morcelée reçoit le nom de pack. Ces plaques servent fréquemment aux mammifères marins comme les morses, les phoques ou les otaries pour se réchauffer et s'y reposer.
La partie restante persistera 2 à 4 ans voire plus et son épaisseur atteindra alors 4 à 5 mètres. Pendant ce temps, cette croûte de glace traversera l’océan Glacial, emportée par les courants : c’est la dérive arctique.

## Thermodynamique et dynamique de la banquise

### Thermodynamique

Banquise côtière, le long de la côte à gauche, versus banquise de mer ou dérivante à droite

La banquise est une structure complexe, produit d'une multitude de phénomènes. La glace de première année atteint généralement 1,5 à 2 mètres à la fin d'une saison hivernale. La limite thermodynamique de la prise d'épaisseur est de l'ordre de 3,5 mètres. Cela est dû à une non-linéarité des transferts thermodynamiques. Si elle est fine, elle n'isole que faiblement l'océan, qui perd alors facilement de la chaleur vers l'atmosphère. L'océan se refroidit rapidement, la banquise s’épaissit. Puisque la banquise s'épaissit, l'isolation de l'océan augmente, ce qui ralentit les pertes de chaleur. Il arrive un point d'équilibre où la banquise est suffisamment épaisse pour empêcher l'océan de se refroidir, ce qui bloque sa croissance.
Une autre non-linéarité est l’albédo de la banquise qui est en théorie d'environ 0,7, alors que celui de l'océan de 0,15 environ, mais en réalité il n'y a pas un « albédo de banquise » ni un « albédo de l'océan », seulement un continuum d'albédos suivant les conditions. La banquise âgée, donc épaisse, aura un albédo plus élevé lors de la fonte ; alors que l'albédo de la glace de première année, mince, diminue très rapidement (aidé par la formation de mares de fonte). Pour montrer cette non-linéarité, le modèle de la banquise d'Eisenman, même si cela est une simplification, modélise ainsi l'albédo en tant qu'une tangente hyperbolique fonction de la hauteur, ce qui veut dire que l'albédo baisse rapidement à des valeurs comprises entre 0,4 et 0,6 lorsque l'épaisseur de la banquise est de moins de 1 mètre. De manière pratique, cela implique que même une simple diminution de l'épaisseur de la banquise, et non sa perte totale, suffit à enclencher la rétroaction positive de l'albédo.

### Dynamique
La thermodynamique n'explique pas entièrement l'épaisseur de la banquise. Si la neige s'accumule à la surface, ou que la dérive de la banquise force la formation de crête de compression, l'épaisseur peut être bien supérieure. Le modèle le plus adapté à la rhéologie de la banquise est celui élasto-fragile,.

## La banquise et les navires

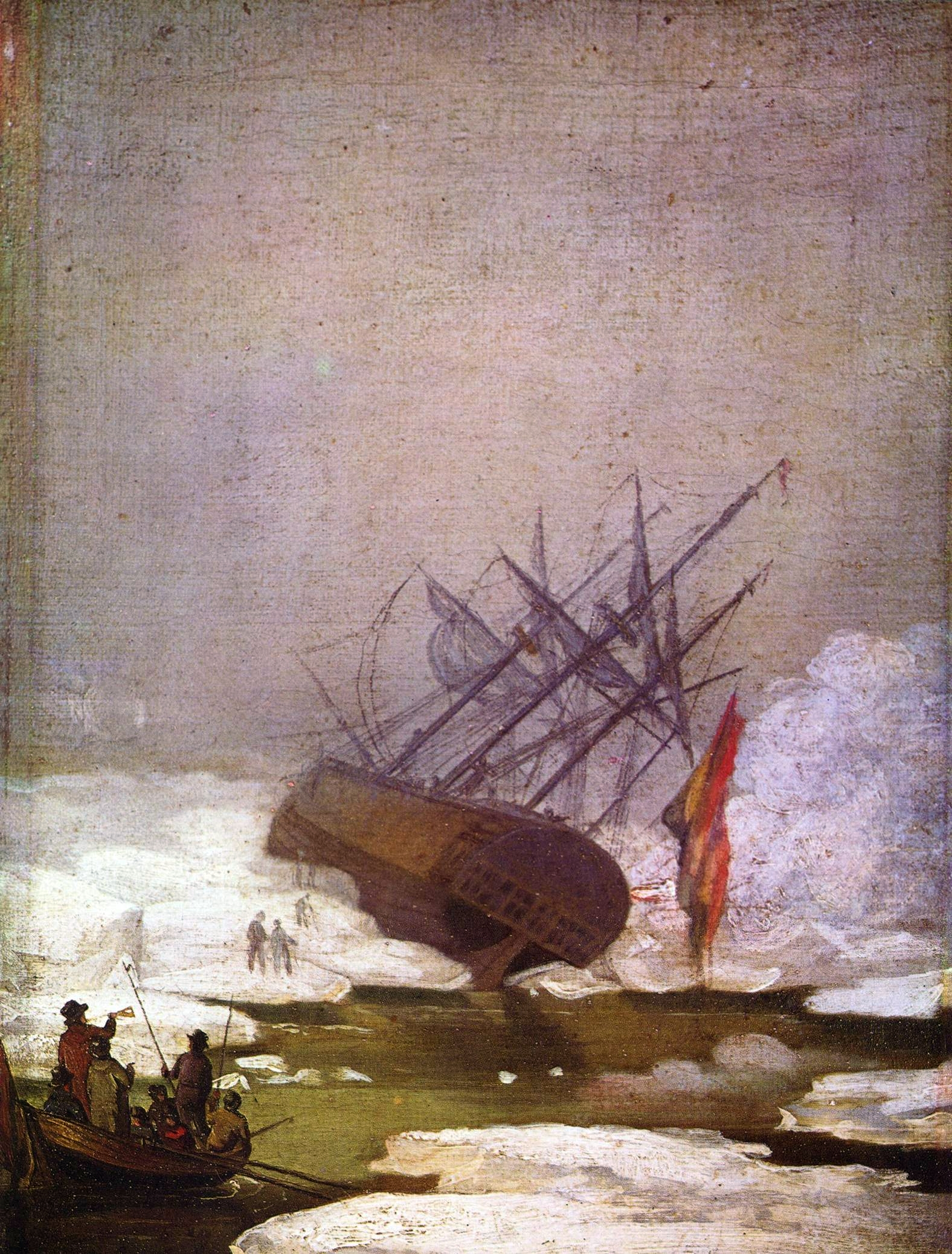
Tableau de C. D. Friedrich représentant un navire pris dans la banquise

Les navires pris dans la banquise qui se forme n'ont en général pas d'autre solution que de rester sur place et de préparer leur hivernage. Seul un navire conçu pour supporter la pression exercée par la glace sur ses flancs a de bonnes chances de résister. Un tel navire a une coque formant un angle très incliné avec l'eau : lorsque la pression augmente sur la coque, au lieu de tenter d'y résister, elle s'élève mécaniquement.
Certains navires sont spécialement conçus pour passer à travers une épaisseur de glace (inférieure généralement à 2 mètres), ce sont les brise-glace. Ils peuvent se frayer un chemin en brisant la glace sous leur masse ou leur simple poussée ; ils servent également à ouvrir la voie à d'autres navires.

## Suivi et observation de la banquise

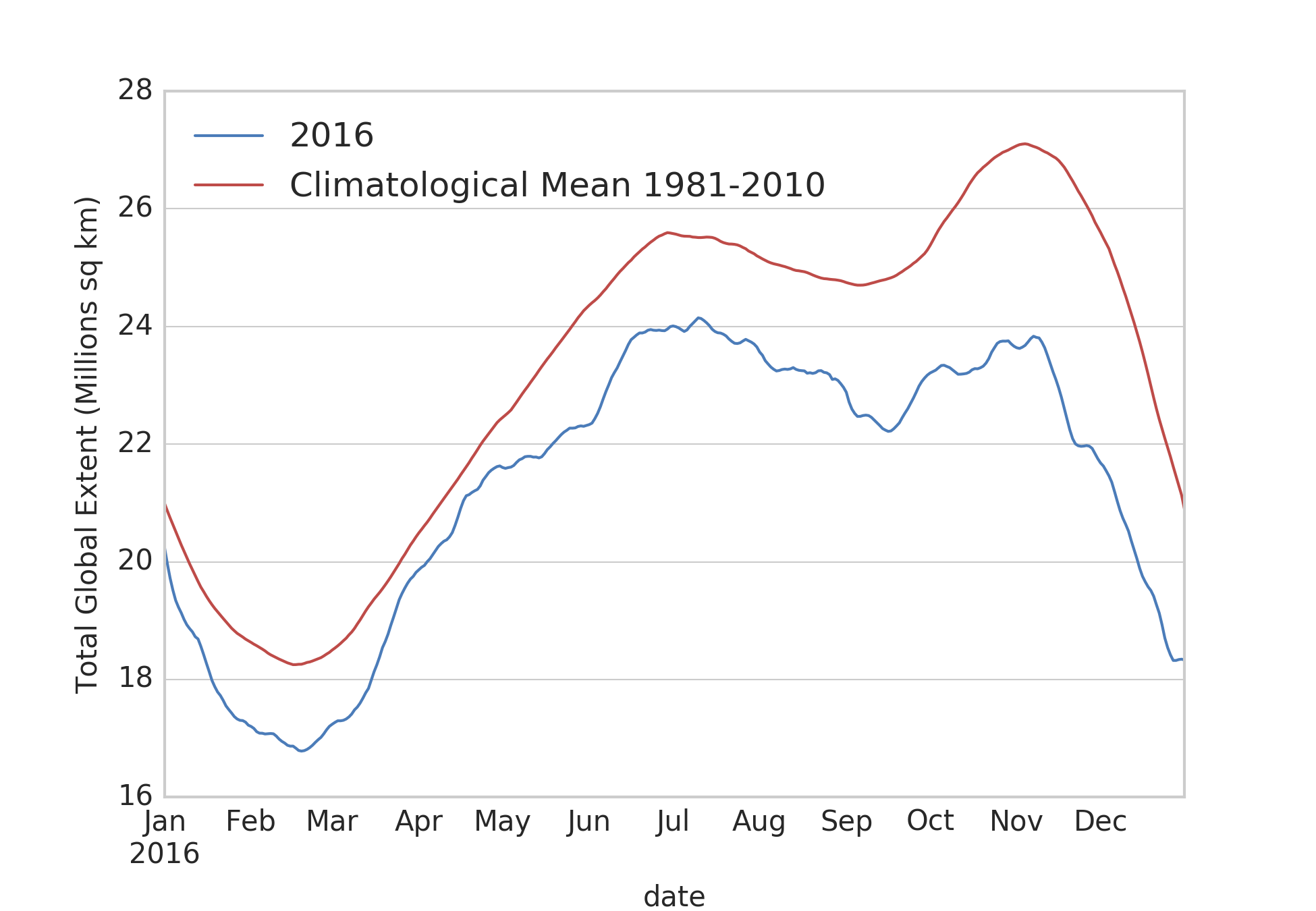
Étendue de la glace de mer mondiale (Arctique plus l'Antarctique) en 2016 et la moyenne 1981 − 2010.

Les mesures sont menées par satellites depuis 1979. Le NSIDC maintient ainsi une série homogène de données concernant la superficie de la banquise avec une résolution horizontale de 25 kilomètres. Ces données sont librement accessibles. Avant cette date, le Canada établissait des relevés systématiques depuis 1971, et les États-Unis, à travers le NIC, depuis 1972. Un effort de compilation de données issues des marines de différents pays a permis de reconstruire avec une bonne précision la superficie de banquise depuis 1953, et avec une précision moyenne depuis 1901.
Des modélisations sont également disponibles pour permettre d'interpoler et compléter les données disponibles. Ces modélisations permettent notamment de mesurer le volume de la banquise. Ces données sont elles aussi librement accessibles.

### Cartes d'analyse des glaces

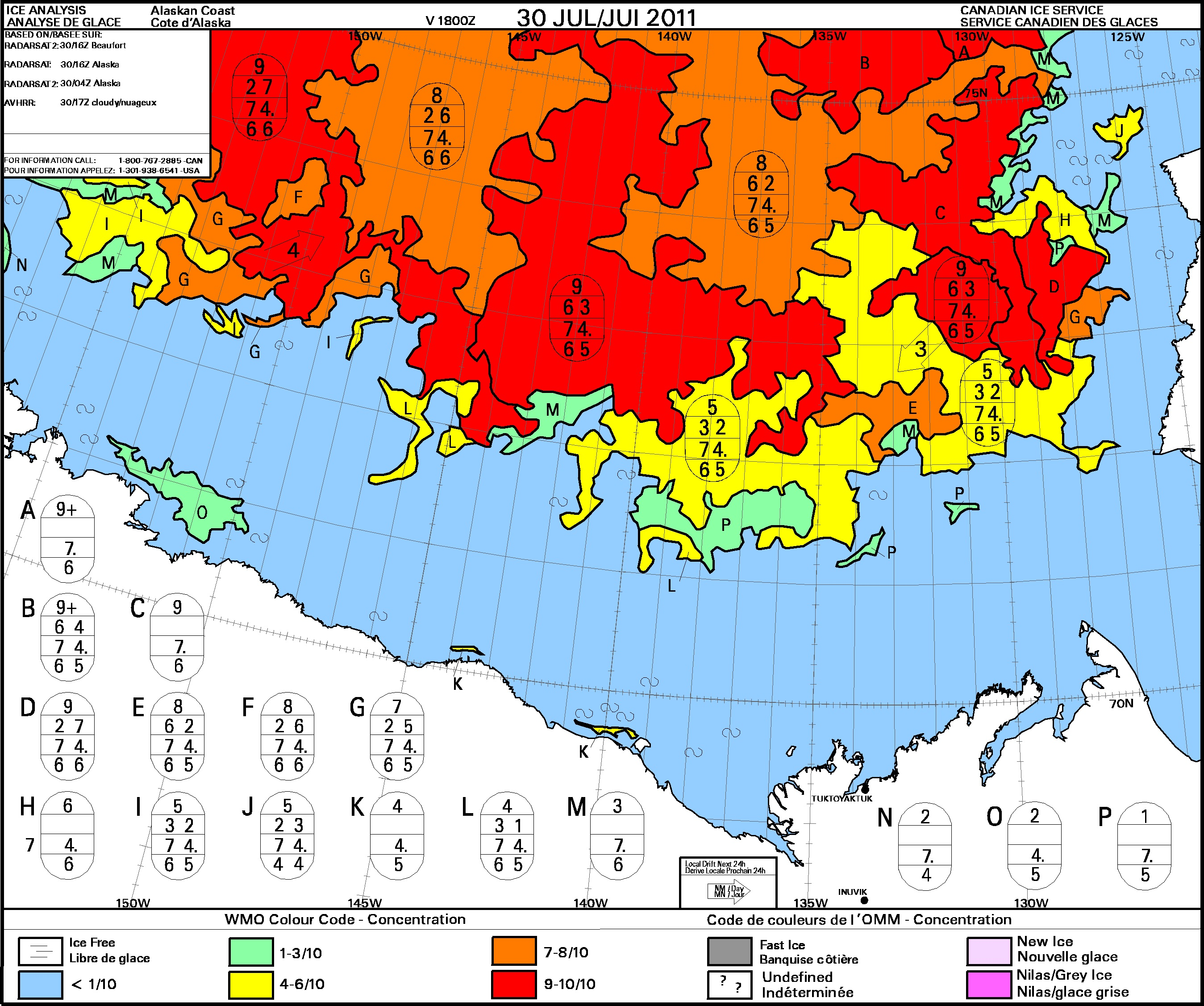
Exemple : Carte mise à disposition par le Service canadien des glaces

Symbole de l’œuf

Compte tenu des dangers pour la navigation que font courir les étendues de glaces, des systèmes de surveillance de l'état des glaces, de collecte des données et de restitution aux usagers ont été mis en place dans plusieurs régions du monde.
C'est notamment le cas en Arctique et dans la zone des Grands Lacs nord-américains. Ces informations sont mises à disposition sous forme de cartes.
Ces cartes sont vitales pour les capitaines de brise-glace, les transporteurs maritimes et les pêcheurs. Elles aident à trouver et à planifier le passage le plus facile dans les glaces ou même, dans la mesure du possible, à éviter ces dernières.
Les cartes quotidiennes d'analyse des glaces sont créées à l'aide d'un progiciel de génération de cartes géographiques et d'analyse d'images.
Ce système permet aux prévisionnistes de tracer des lignes et des traits, de placer des codes, des symboles et des flèches de dérive et d'indiquer la position des navires sur des cartes.
Il ne faut pas confondre les « cartes d'analyse des glaces » avec les « cartes d'analyse d'images », ces dernières étant élaborées au fur et à mesure que sont reçues les images d'une zone opérationnelle donnée, à partir d’images transmises depuis un navire, un aéronef ou un satellite (icebergs).
Fréquence : Les cartes d'analyse des glaces sont produites sur une base quotidienne pendant la saison des glaces.
Niveau de détail : l'autre différence notable se situe au chapitre du niveau de détail sur chacune des cartes, les cartes quotidiennes d'analyse des glaces étant d'apparence plus générale que les cartes d'analyse d'images.

#### Le code de l'œuf
Les caractéristiques de la glace sont codées et placées sur un symbole graphique ovoïde. En conséquence, cette méthode de codification a été dénommée le « code de l’œuf ».
L’œuf présente des valeurs numériques qui correspondent à quatre caractéristiques de la glace :
1. La concentration totale (Ct) des glaces dans le secteur, indiquée en dixièmes, l'indice 9+ indiquant l'absence de zone d'eau libre de glace ;
2. Les concentrations partielles (exprimées en dixièmes) des différents types de glace classées selon l’épaisseur de la glace, de (Ca) la plus épaisse donc la plus ancienne, à (Cc) la moins épaisse donc la plus récente ;
3. Le stade de formation (S) des glaces, classé (Sa) à (Sc) ;
4. La forme (F) des glaces qui représente la taille ou la principale dimension des morceaux de glace, indiquée par les indices (Fa) à (Fc).

N.B. : les concentrations de glaces observées Ca, Cb, et Cc correspondent respectivement aux stades de formation Sa à Sc et aux formes Fa à Fc.
Des codes extérieurs à l’œuf (exemple So) peuvent apporter des précisions supplémentaires sur la configuration des glaces qui peut être très complexe.
Pour les caractéristiques S et F, l’œuf mentionne un code selon les tableaux ci-dessous.
| Description                     | Épaisseur      | Code S          |
| ------------------------------- | -------------- | --------------- |
| Nouvelle glace                  | < 10 cm        | 1               |
| Glace grise                     | 10 cm à 15 cm  |                 |
| Glace blanchâtre                | 15 cm à 30 cm  | 5               |
| Glace de première année         | > 30 cm        | 6               |
| Glace mince de première année   | 30 cm à 70 cm  | 7               |
| Glace moyenne de première année | 70 cm à 120 cm | 1.              |
| Glace épaisse de première année | > 120 cm cm    | 4.              |
| Vieille glace                   |                | 7.              |
| Glace de deuxième année         |                | 8.              |
| Glace de plusieurs années       |                | 9.              |
| Glace d'origine terrestre       |                | Symbole Iceberg |
| Brash                           |                | -               |

| Description               | Dimension       | Code F |
| ------------------------- | --------------- | ------ |
| Petits glaçons, sarrasins | < 2 m           | 1      |
| Glaçons                   | 2 m à 20 m      | 2      |
| Petits floes              | 20 m à 100 m    | 3      |
| Floes moyens              | 100 m à 500 m   | 4      |
| Grands floes              | 500 m à 2 000 m | 5      |
| Floes immenses            | 2 km à 10 km    | 6      |
| Floes géants              | > 10 km         | 7      |
| Banquise côtière          |                 | 8      |
| Icebergs                  |                 | 9      |
| Sans forme                |                 | X      |

## Paléoclimatologie

### Arctique
L'océan Arctique a beaucoup évolué au cours du Cénozoïque. Au début de l'Éocène, l'océan Arctique avait une température estivale moyenne de 24 °C environ, et la banquise n'était jamais présente. Les premiers indices laissant à penser la formation d'une banquise date d'il y a 46 ou 47 millions d'années, lors du refroidissement continu de l'Éocène faisant suite à la collision de la péninsule indienne avec le continent asiatique. La glace pérenne (qui ne fond pas l’été) est apparemment apparu il y a 13 millions d'années, vers la fin du Miocène. La banquise a atteint son maximum d'extension durant les 3 derniers millions d'années, particulièrement durant les périodes glaciaires. Durant ces périodes froides, la banquise aurait pu atteindre des épaisseurs de plusieurs centaines de mètres. Il est cependant évident que la banquise était grandement réduite au cours des périodes interglaciaires. Ainsi, durant l'Éémien, la banquise pérenne a pu disparaître totalement.
Durant l'Holocène la banquise a probablement toujours été présente, même si très fortement réduite en surface il y a 6 000 à 8 000 ans durant le maximum thermique de l'Holocène où l'arctique était de plusieurs degrés plus chauds qu'au XXe siècle.
Les données disponibles montrent que le déclin de la banquise y était sans précédent depuis au moins 1 500 ans ; l'étude ne remontant pas plus loin dans le passé, notons tout de même que la désintégration des plateformes glaciaires d'Ellesmere, vieilles de 4 500 ans est en cours.
L'influence de l'homme dans le réchauffement climatique de l'Arctique semble démontrée depuis le début des années 1990, seuls 30 à 50 % du recul actuel de la banquise arctique pourrait être expliqué par la variabilité naturelle de l'atmosphère. Le reste (50 à 70 %) semble uniquement dû au réchauffement anthropique conclut une étude récente (2017) publiée par Nature Climate Change. Ceci explique selon Chris Rapley (climatologue de l'University College de Londres) en partie pourquoi « les modèles climatiques ont toujours, sous-estimé ce déclin » qui est net : A ce rythme la région sera dépourvue de banquise d'été avant 2050 (les 12 mois de 2016 y ont été les plus chauds depuis les premiers relevés en 1900). On s'attend à ce que les pluies y deviennent plus fréquentes que la neige, avec des effets majeurs sur l'hydrographie et la fonte des pergélisols,,.

### Antarctique
Au cours du Pliocène, la banquise antarctique était fortement réduite.

## La banquise et le réchauffement climatique en Arctique

### Évolution actuelle et attendue
Tous les modèles climatiques informatiques prédisent que le réchauffement climatique touchera plus fortement la région polaire arctique. Dans cette région, l’élévation de la température serait environ le double de l’augmentation moyenne à la surface de la planète. Cette évolution est confirmée sur le terrain par la NASA et du National Snow and Ice Data Center (NSIDC) qui révèle que l’étendue de la banquise du pôle Nord n’a jamais été aussi réduite depuis plus d’un siècle.
En septembre 2005, la superficie de la banquise arctique était de 25 % inférieure à celle qu’elle avait en moyenne dans les années 1980. En septembre 2006, l'extension de la banquise était proche du record de 2005, sans toutefois le battre. Le 18 septembre 2007, il n'y avait plus que 4,17 millions de kilomètres carrés de glace restant dans l'Arctique, ce qui bat le record de 2005 (5,32) de plus de 1 million de kilomètres carrés. En général, les satellites mesurent la superficie de la banquise là où de la glace en concentration de 15 % et plus est présente. Ces données sont prises régulièrement par la NSIDC et la UIUC. Par contre, il n'y avait que 2,92 millions de kilomètres carrés de banquise avec une concentration de glace de 95 % et plus, ce qui montre un affaiblissement de la glace pérenne. C'est de loin la plus petite superficie observée par les satellites. De 1979 (début des observations régulières par satellite) à 2011, la banquise a diminué de près de 30 % en été. Cette baisse a continué à s'accélérer. En 2012, le minimum au 16 septembre 2012 a atteint 3,41 millions de kilomètres carrés d'extension, soit 50 % de la normale(le maximum a été atteint le 20 mars 2012 avec 15,24).

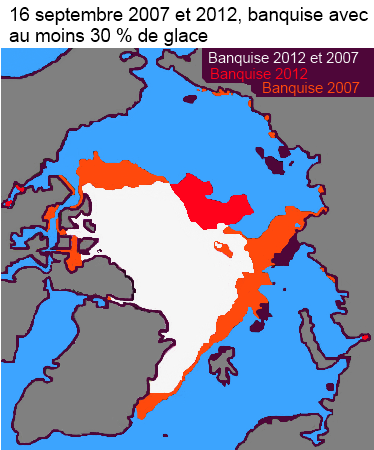
Quasi la fin de la débâcle 2007 et 2012.

Durant la période 1979 – 2000, la banquise avec au moins 15 % de glace, s’étendait sur 15,7 millions de kilomètres carrés en moyenne au maximum et 6,70 en moyenne au minimum le 13 septembre.
Au maximum de 2007, les satellites mesurèrent 14,7 millions de kilomètres carrés (-6 %) et le minimum le 18 septembre avec 4,17 (-38 %). La banquise à moins que 6,7 millions de kilomètres carrés entre le 29 juillet (2,0 millions de kilomètres carrés en dessous la moyenne 1979 - 2000) au 24 octobre 2007 (2,8 en dessous).

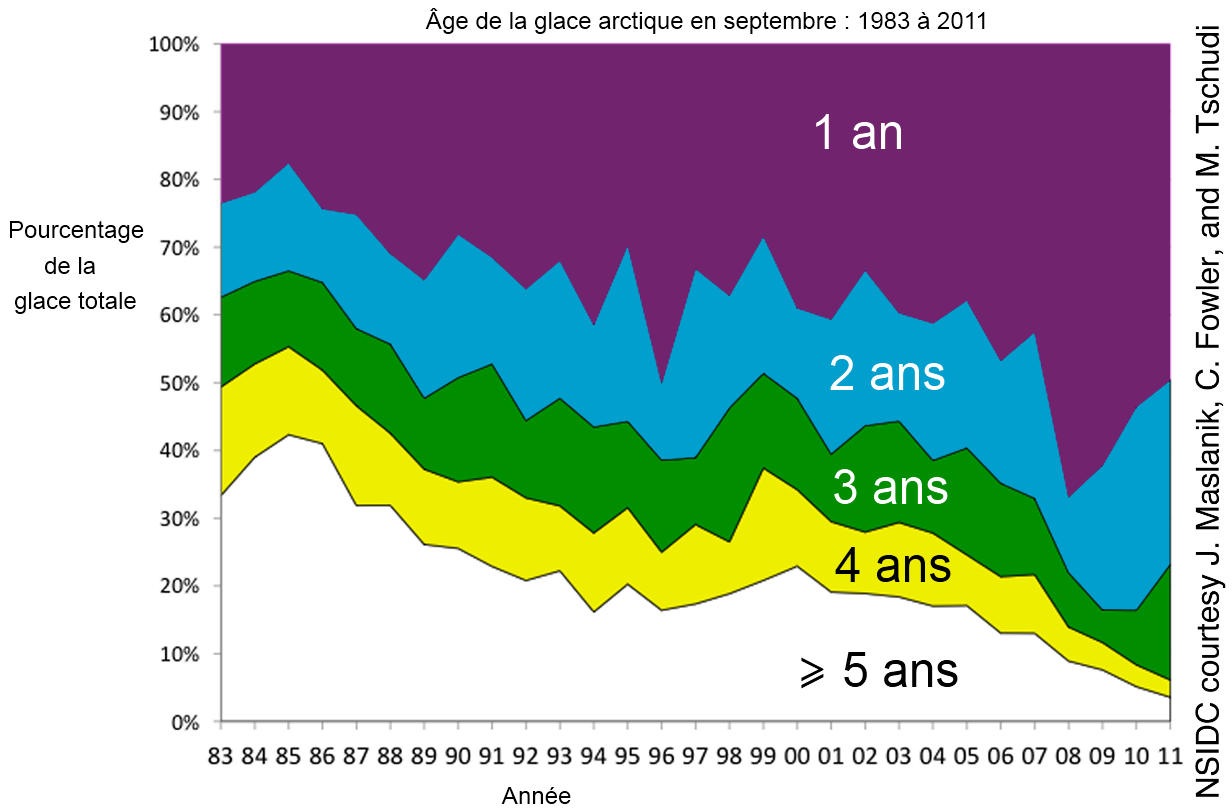
Diminution du pourcentage de la vieille glace.

La moyenne entre 1979 à 2011 du volume de glace est de 28,7 milles km3 en avril (21,5 milles km3 en 2013) et 12,3 milles km3 en septembre (3,4 milles km3 avec le minimum 3,263 milles km3 en 2012).
Tout ceci est confirmé par la perte accélérée de la banquise pluriannuelle. Celle-ci subit une perte bien plus rapide de superficie que la banquise saisonnière,,. En conséquence, la banquise arctique est composée d'une plus grande part de banquise de première année,. La banquise est alors plus fragile et résiste moins à une saison de fonte,. Cela accentue également la rétroaction albédo. De plus, la très grande fraction de puits de fond en 2007 et 2011 a amplifié le phénomène.
Ainsi, en 2012, les conditions atmosphériques n'ont pas été aussi favorables pour la fonte, et la banquise s'est malgré tout effondrée du fait de sa très grande vulnérabilité. Cela illustre la boucle de rétroaction positive en cours, avec la perte de la glace pluriannuelle.
L’étendue de la fonte de la banquise est telle qu’un point de non-retour sera probablement atteint dans la décennie à venir (2010 - 2020). En effet, les eaux sombres non recouvertes de glace de l’océan Arctique absorbent bien davantage la lumière solaire que la très réfléchissante banquise qui joue le rôle de miroir (albédo). Ainsi, plus la banquise se réduit, plus l’océan Arctique se réchauffe rapidement, accélérant ainsi la fonte du reste de la banquise et ainsi de suite (rétroaction positive),,. De plus, une accélération des flux méridiens est attendue en réponse au changement climatique, ce qui contribue à l’amplification arctique,.
La disparition de la banquise en fin d'été est qualifiée de situation d’Arctique libre, l’océan étant libre de glace. La perte de la banquise en août et septembre est une conséquence attendue depuis longtemps du réchauffement climatique. Le récent effondrement de la banquise estivale a conduit les scientifiques à s’intéresser aux causes exactes de cette évolution. Il ressort que le forçage anthropique est le facteur dominant, ce qui n’exclut pas que la variabilité naturelle ait pu aider à la marge, le tout étant fortement amplifié par les mécanismes de l’amplification arctique. Une étude a ainsi démontré, dès la fin des années 1990, que l’évolution de la banquise n’avait aucune chance de n'être que d’origine naturelle.
Les experts considèrent cependant l'Arctique "libre" comme étant un état où il ne reste que moins d'un million de kilomètres carrés d'extension de banquise, puisque physiquement un si faible reste ne fait plus de différence notable pour le système en entier[réf. souhaitée].

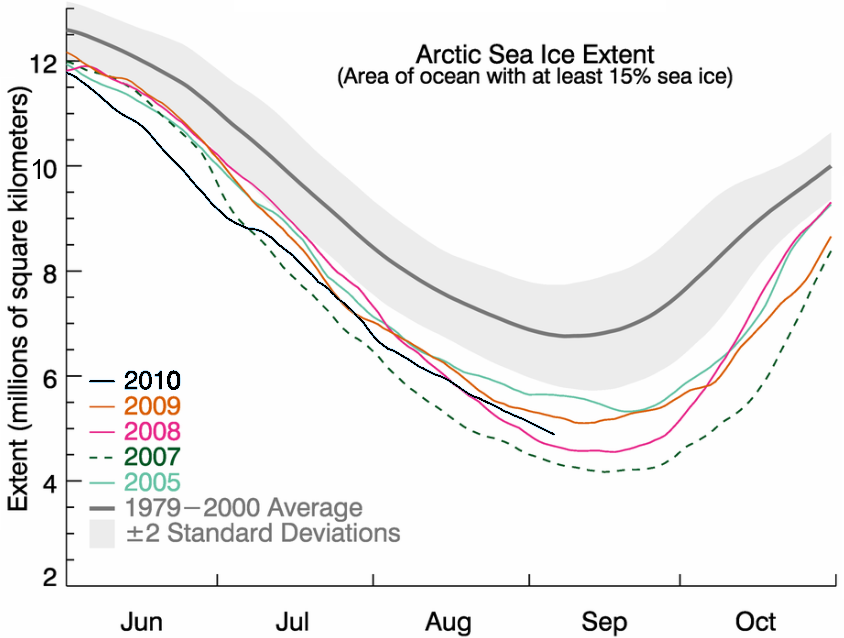
Chaque année, la banquise a une surface inférieure à la moyenne 1979 - 2000.

Variation saisonnière et diminution annuelle du volume de la banquise arctique estimée par un modèle numérique basé sur des mesures.

La quasi-disparition de la banquise en fin d'été a été sous-estimée par tous les modèles du GIEC 2007 par rapport au pronostic 2008 et encore davantage au pronostic de la fin d'été 2012. En effet « selon certaines projections du SRES (GIEC 2007), les eaux de l’Arctique seraient pratiquement libres de glace à la fin de l’été d’ici la seconde moitié du XXIe siècle (2050). ».
Depuis 2012, il est admis que la banquise disparaîtra presque entièrement en fin d'été d’ici 2030 au plus tard, au sens de l’Arctique libre (il pourra toujours subsister un résiduel de glace au nord de l'île d'Ellesmere et Groenland). Une disparition de la banquise d'été avant 2020 semble même de plus en plus probable. Les estimations s’étalent ainsi de 2016 à 2030,,,,,.
La difficulté des modèles à suivre la tendance vient de plusieurs facteurs, dont deux se détachent en particulier. D’une part, une mauvaise rhéologie est utilisée, c’est-à-dire que la dynamique de la banquise est mal simulée. Le cadre classique de modélisation est une rhéologie visqueux-plastique qui n’est pas réaliste et devrait être abandonné au profit d'une rhéologie élasto-fragile. De même l'épaisseur de banquise n'est pas simulée correctement,,. Cette mauvaise modélisation de la dynamique de la banquise a aussi pour conséquence une sous-estimation de l'export de la banquise.
D’autre part, les modèles simulent mal l’augmentation des flux de chaleurs océaniques ; ceci étant sans doute dû en partie à une mauvaise résolution spatiale. Notamment pour le détroit de Béring, qui est très peu large et dont la représentation est alors malaisée. Ainsi, les flux de chaleur océaniques sont mesurés avec une bonne précision depuis les années 1990, et les observations confirment une hausse rapide du transport. Ainsi, en 2007, le flux de chaleur océanique transitant par le détroit de Béring a été le double de celui de 2001.
En fait, l’Arctique est possiblement entré dans une phase d’effondrement, que les experts nomment RILE pour Rapide Ice Loss Event, ou « événement de perte rapide de la glace ». Un RILE implique ainsi une hausse du flux de chaleur océanique,une modification de la nébulosité. Ces modifications sont consistantes avec les observations,.
Une fois la banquise estivale disparue, l’Arctique entre dans un état instable, où une bifurcation peut alors rapidement mener à la perte de la banquise hivernale. Il est donc probable que la banquise hivernale disparaisse une fois que la perte de la banquise estivale devient suffisamment importante. Cette transition est une caractéristique robuste de l'Arctique qualitativement parlant. Cependant, il est difficile de l'évaluer quantitativement. La banquise arctique peut devenir instable dès le moment où la banquise disparait à la fin de l’été, ou quand au moins huit mois de l'année sont libres de glace. Même si cette opinion peut sembler extrême, Ian Dunlop du club de Rome estime ainsi que la banquise aura disparu toute l’année d’ici 2030.
Les scientifiques considèrent que la banquise arctique, d’un certain point de vue, a déjà disparu. En effet, la perte de la banquise pluriannuelle est quasiment totale, or les propriétés de la banquise arctique sont essentiellement liées à cette glace. De même, l'énergétique[Quoi ?] de l'Arctique approche celui d'un été libre de glace. Ainsi, la banquise n’est plus une barrière à la navigation, à la pêche. D’un point de vue physique, le système est entré dans un nouvel état climatique, entraînant des conséquences majeures pour le reste de l'atmosphère de l'hémisphère nord,,.

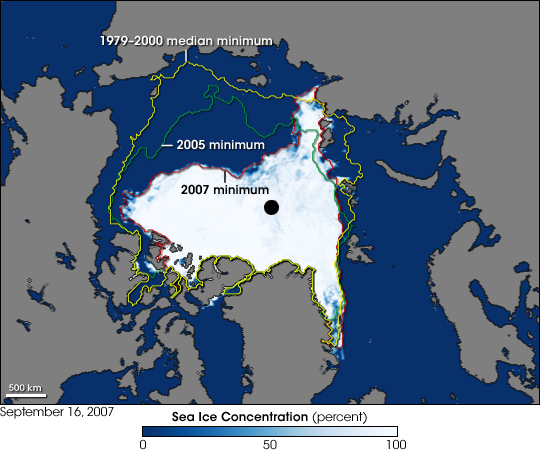
La comparaison entre l'étendue moyenne, l’étendue minimum de 2005 et l'étendue minimum de 2007 montre que régulièrement est atteint un record de minimum de l'étendue de la banquise arctique.

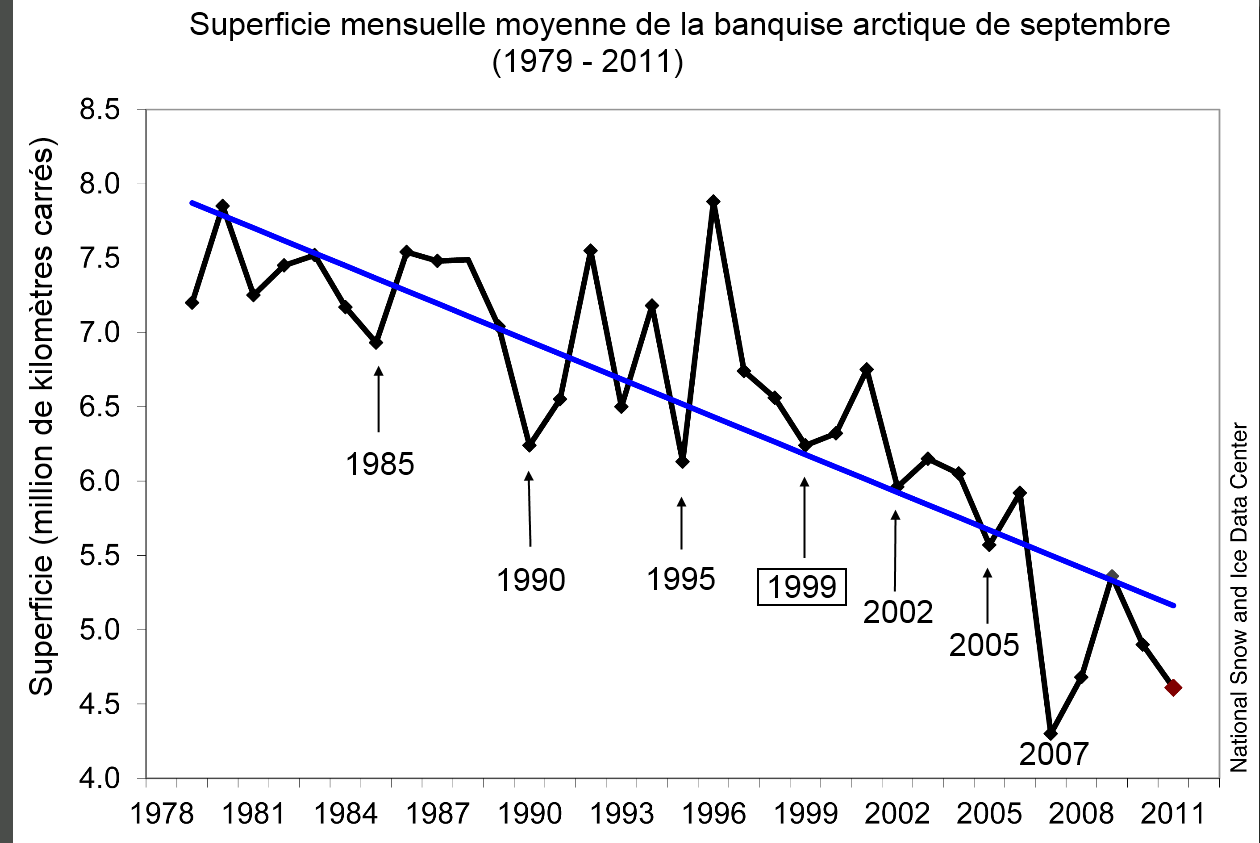
Forte baisse de la superficie à partir de 1999.

La banquise perd de la superficie dans tous les bassins, de manière non uniforme au cours des mois. La plus forte perte de la banquise est le mois de septembre, avec une tendance linéaire de − 13 % par décennie en 2012, sachant que l'évolution n'a plus rien de linéaire, et elle est de − 2,5 % par décennie en mai. Cette différence d'évolution est due en grande partie au fait que l'extension de la banquise est arrêtée chaque année par les terres du Canada et de la Russie. L'augmentation du recul vers le nord de la banquise est à peu près uniforme à travers le cycle saisonnier,.
Le record d’extension moyenne d'octobre 2007 avec 6,8 est battu en 2016 avec 6,4 millions de km2. Entre 1979 à 2016 en octobre, l'extension baisse de 7,4 % par dix ans.
En juin 2023, des chercheurs considèrent que la banquise d'été pourrait avoir disparu dans les années 2030.  

### Conséquence pour le pergélisol
Un risque supplémentaire d'accélération du processus de fonte est lié à la possible déstabilisation des gisements d'hydrates de méthane et du dégagement de CH4 imputable à la reprise de la fermentation bactérienne dans les toundras dont le pergélisol dégèle massivement depuis l'été 2005. De plus, un RILE est associé à une perte massive du pergélisol.

### Conséquences pour la circulation thermohaline
L'évolution annuelle de la banquise a également un rôle important dans la circulation thermohaline : sa fonte entraîne une dilution du sel marin, rendant l'eau moins dense, ce qui diminue la plongée des eaux froides vers les fonds marins, avec pour conséquence climatique un ralentissement des courants de la circulation méridienne de retournement Atlantique (AMOC) et du Kuroshio voire, une importante réorganisation des grands courants marins et une diminution de la capture de dioxyde de carbone. Les modélisations convergent cependant à montrer que le risque d’un arrêt de la circulation thermohaline est quasiment nul. Seul un ralentissement devrait ainsi se produire, de l’ordre de 25 % pour la branche Atlantique.

### Conséquences pour les écosystèmes

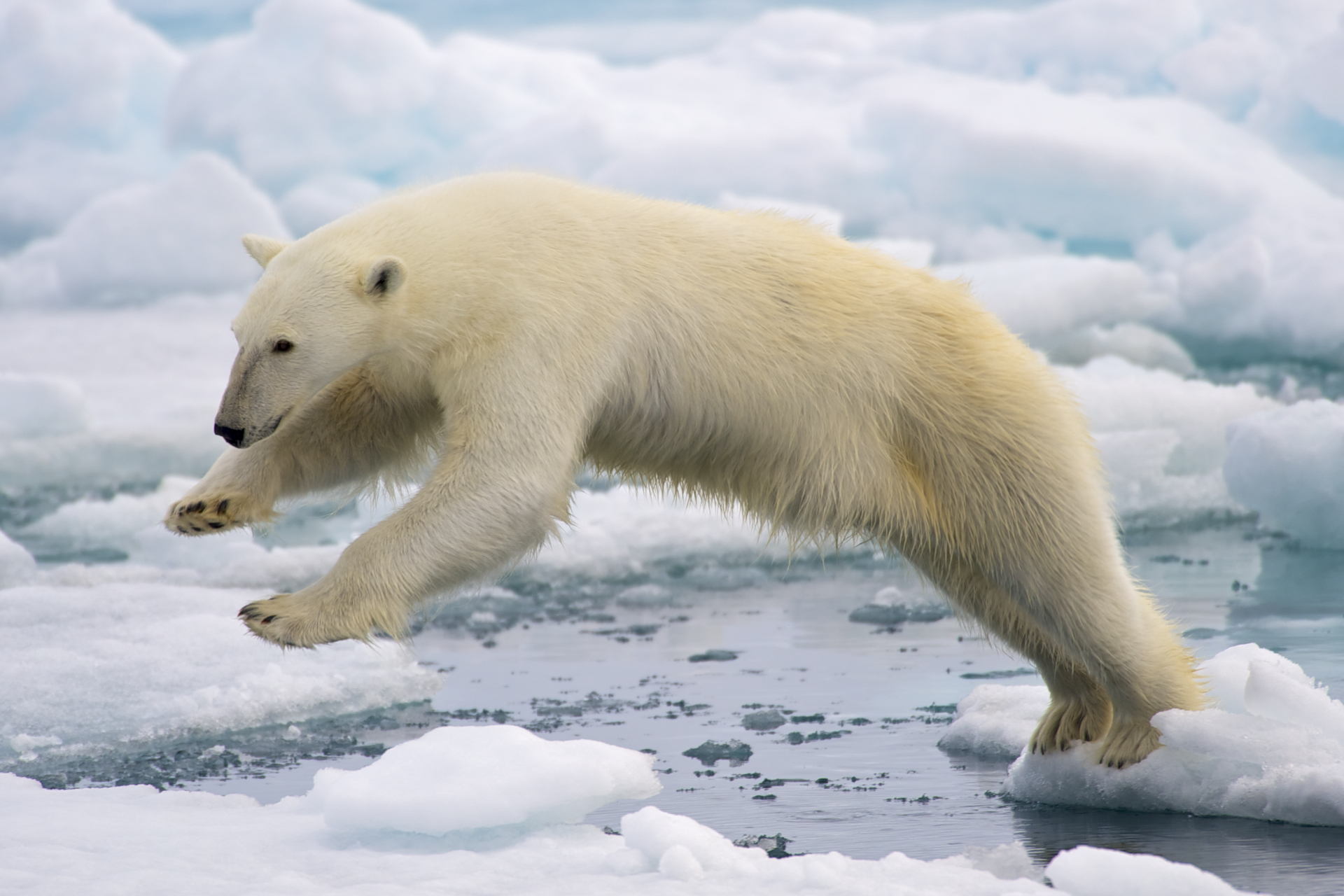
Un ours polaire bondissant entre deux blocs de glace de la banquise fondante, sur l'île de Spitzberg, dans l'archipel norvégien de Svalbard.

La banquise permet le développement de la vie animale en dessous et au-dessus de la couche de glace.
La banquise fournit un habitat solide pour certains animaux comme les ours polaires ou les phoques. « Si nous n'agissons pas immédiatement l'Arctique va rapidement devenir méconnaissable », a affirmé Tonje Folkestad, spécialiste du changement climatique au WWF. « Les ours polaires feront partie de l'Histoire, et nos petits-enfants n'en entendront parler que dans les livres. »
La banquise permet d'isoler l'eau en dessous de l'air froid. La vie est donc possible sous la banquise, par exemple les krills qui vivent dans l’océan Austral près de l’Antarctique.

### Conséquences pour la circulation atmosphérique
Les conséquences les plus sensibles sont sans doute celle ayant trait à la perturbation de la circulation atmosphérique. Sous l’effet du réchauffement plus important de l’Arctique, le gradient méridional de température s’affaiblit. Cette amplification arctique est due à la fois à la fonte de la banquise et à la fonte de la neige au printemps. Les perturbations de la circulation au printemps et en été sont ainsi plutôt liées à la perte précoce des neiges, alors que celles de l’automne et de l’hiver sont plutôt liées à la perte de la banquise. Le courant-jet ralentit, car il est un résultat direct de ce gradient de température Nord-Sud. Les ondes de Rossby ralentissent alors, car elles circulent avec le courant-jet. De plus, le réchauffement différentiel des crêtes et des creux augmente leur amplitude, ce qui les ralentit encore plus. Ceci provoque des événements extrêmes plus récurrents aux latitudes moyennes,. Entre autres exemples, l’Hiver 2009/2010 particulièrement froid, la canicule et sécheresse européenne de 2010, la canicule et sécheresse américaine de 2012. Les systèmes météorologiques tendent à se bloquer et à persister plus longtemps au-dessus d’une région. La conséquence n’est donc pas seulement un réchauffement uniforme. La réponse est complexe et non-linéaire, et peut entraîner à la fois plus de canicules et plus de vagues de froids, plus de sécheresses et plus d’inondations. Il n’y a cependant aucun rapport de proportion entre les événements froids, qui ne sont pas aussi froids que normalement attendus pour la situation synoptique  et les événements chauds qui prennent des proportions exceptionnelles. Pour donner une mesure de la magnitude des événements chauds qui ont pu être générés, ce sont des records de plein été qui sont maintenant battus, même au mois de décembre dans l'Arctique. Ces événements extrêmes ont de plus un impact sur les sociétés humaines. Ainsi, l’amplification Arctique a été une cause des mauvaises récoltes en 2010, ce qui a favorisé le déclenchement du printemps arabe. De plus, la perte de la couverture neigeuse au printemps favorise les événements de blocages sur l’Amérique du Nord, ce qui en retour amplifie la perte de la banquise Arctique. Il émerge également de nouveaux schémas de circulation, avec l’affaiblissement du schéma de l’oscillation arctique et la formation d’un Dipôle Arctique. Les récentes études montrent que le schéma de circulation dominant jusqu'à présent, celui de l'oscillation arctique serait profondément affecté par le réchauffement,. Ceci affecte de plus les modèles et réduit leur utilité,. Les scientifiques sont donc inquiets de l’impact potentiellement catastrophique de l’évolution climatique, sur notre civilisation. De même, des inquiétudes se font jour quant à la possibilité qu’une partie de la communauté scientifique, face à la brutalité de l’évolution du climat, tente de s’intéresser plus aux modèles qu’aux données pour éviter de faire face à la réalité ; et que le GIEC ait de graves déficiences internes l’empêchant de communiquer correctement sur l’urgence de la situation,,,.

### L’expédition Tara
De retour de deux ans d'expédition à bord de la goélette Tara, les membres de l'expédition ont annoncé, fin octobre 2007, avoir constaté sur place plusieurs indices avérés des transformations en cours dans l'océan glacial Arctique :
- le recul de la banquise : plus d'un million de kilomètres carrés perdus entre septembre 2005 et septembre 2007. La lisière de la glace ayant entre-temps reculé de 400 km ;
- une augmentation de la vitesse de la dérive transpolaire, allant du détroit de Béring au détroit de Fram, entre l'été 2006 et l'été 2007. Ce phénomène peut contribuer à l'accélération de la diminution de la surface de la banquise ;
- une disparition progressive des glaces pluriannuelles au profit des glaces de l'année ;
- la présence accentuée de plaques de fonte à la surface de la banquise : elles couvrent désormais 50 % de sa surface en été ; ainsi qu'une augmentation de la pluviosité entre Groenland, Spitzberg et pôle nord géographique ;
- début septembre 2008, les deux passages mythiques de l'Arctique, celui du Nord-Ouest et celui du Nord-Est, se sont ouverts. Cette année, la banquise a atteint sa deuxième plus faible extension, juste devant 2007, et loin de 2005.

Côté russe, seules les îles de la Terre du Nord restent prises par les glaces en 2007.

### Conséquences sur le trafic maritime
La fonte des glaces polaires pourrait modifier très profondément le trafic maritime entre l'Europe, l'Asie et l'Amérique du Nord, et revoir drastiquement à la hausse l'intérêt géostratégique du passage du Nord-Ouest et du passage du Nord-Est, dégagés de la banquise sur une période estivale de plus en plus longue. Les passages par les eaux du nord permettraient de servir d'alternatives privilégiées (le chemin étant éventuellement plus court) pour joindre l'Europe du Nord et le Japon, par exemple sans passer par le canal de Suez (trajet le plus fréquent à l'heure actuelle), ou la Californie à l'océan Atlantique sans passer par le canal de Panama. Le contrôle des eaux par les deux pays souverains de la zone, à savoir la Russie et le Canada, est au cœur d'un débat animé par l'intérêt économique et stratégique majeur de ces voies d'eau.
En 2011, 34 navires ont transité par le Passage du Nord-Est pour transporter un total de 820 789 tonnes de marchandises. La navigation avait été possible jusqu’au 18 novembre, un record. En 2012, au 15 octobre, ce sont déjà 35 navires qui ont transité, pour transporter 1 022 577 tonnes

### Historique de la superficie de la banquise arctique
Voici les minimums de superficie avec au moins 15 % de glace en millions de kilomètres carrés :
- 18 septembre 2007 → 4,17
- 20 septembre 2008 → 4,59
- 13 septembre 2009 → 5,13
- 21 septembre 2010 → 4,63
- 11 septembre 2011 → 4,33
- 16 septembre 2012 → 3,41

## La banquise et le réchauffement climatique en Antarctique

### Évolution actuelle et attendue
Avec le réchauffement, la banquise Antarctique devrait aussi reculer, et c'est ce qui est observé sur le dernier siècle. La banquise enregistre une nette décroissance de sa superficie. Ainsi sa superficie hivernale moyenne est passée de 26 millions de kilomètres carrés au début du XXe siècle, à environ 19 millions de kilomètres au début du XXIe siècle,. Ceci est confirmé par différentes lignes d'évidence, qui montrent une tendance à la baisse marquée durant le XXe siècle, avec un possible palier net dans les années 1950, qui pourrait ne pas être. Cependant, depuis la fin des années 1970, la banquise antarctique est en légère croissance, mais celle-ci n'est pas uniforme à travers les différents bassins. Notons cependant que la croissance de la banquise Antarctique n'a aucune commune mesure avec l'effondrement de la banquise Arctique. Au pôle Sud, la tendance linéaire est de 0,9 % par décennie environ et n'est pas uniforme. Au pôle Nord, la tendance est de -2 à -3 % par décennie environ sur les mois du printemps, et jusqu'à -13 % par décennie en septembre -mais la tendance n'est plus linéaire et la perte approche actuellement plutôt les 50 %- et touche tous les bassins.
En 2012, le maximum d'extension de la banquise australe a ainsi atteint un nouveau record, s'établissant à 19,44 millions de kilomètres carrés.
Cette évolution est due d'une part au trou dans la couche d'ozone. Cette perte d'ozone refroidit et donc renforce le vortex polaire par baisse de l'absorption des UV. Le renforcement du vortex polaire se propage en troposphère et renforce la circulation circumpolaire (oscillation antarctique positive), ce qui explique également en partie l'évolution non uniforme de la banquise,. De plus, la hausse des précipitations due au réchauffement se fait pour l'instant sous forme de neige, car l'Antarctique est plus froid et sa température reste donc en moyenne sous le point de congélation malgré le réchauffement. Cela favorise notamment la stratification de l'océan (les couches chaudes de l'océan sont isolées en profondeur), ce qui favorise l'extension de la banquise. De plus, la neige a un albédo élevé qui augmente les déperditions d'énergie. Cette plus grande stratification est aussi due, et sans doute plus largement, à une baisse de la salinité de surface à la suite d'une rétroaction avec la banquise.
De plus, la perte de la banquise Arctique est plus importante pour le climat global pour des considérations radiatives. La hausse de la superficie de la banquise Antarctique permet de réfléchir une plus grande part d'énergie solaire, mais cela ne compense pas l’absorption supplémentaire due à l'effondrement de la banquise arctique[réf. souhaitée].

## Climat à moins de dix kilomètres de la banquise

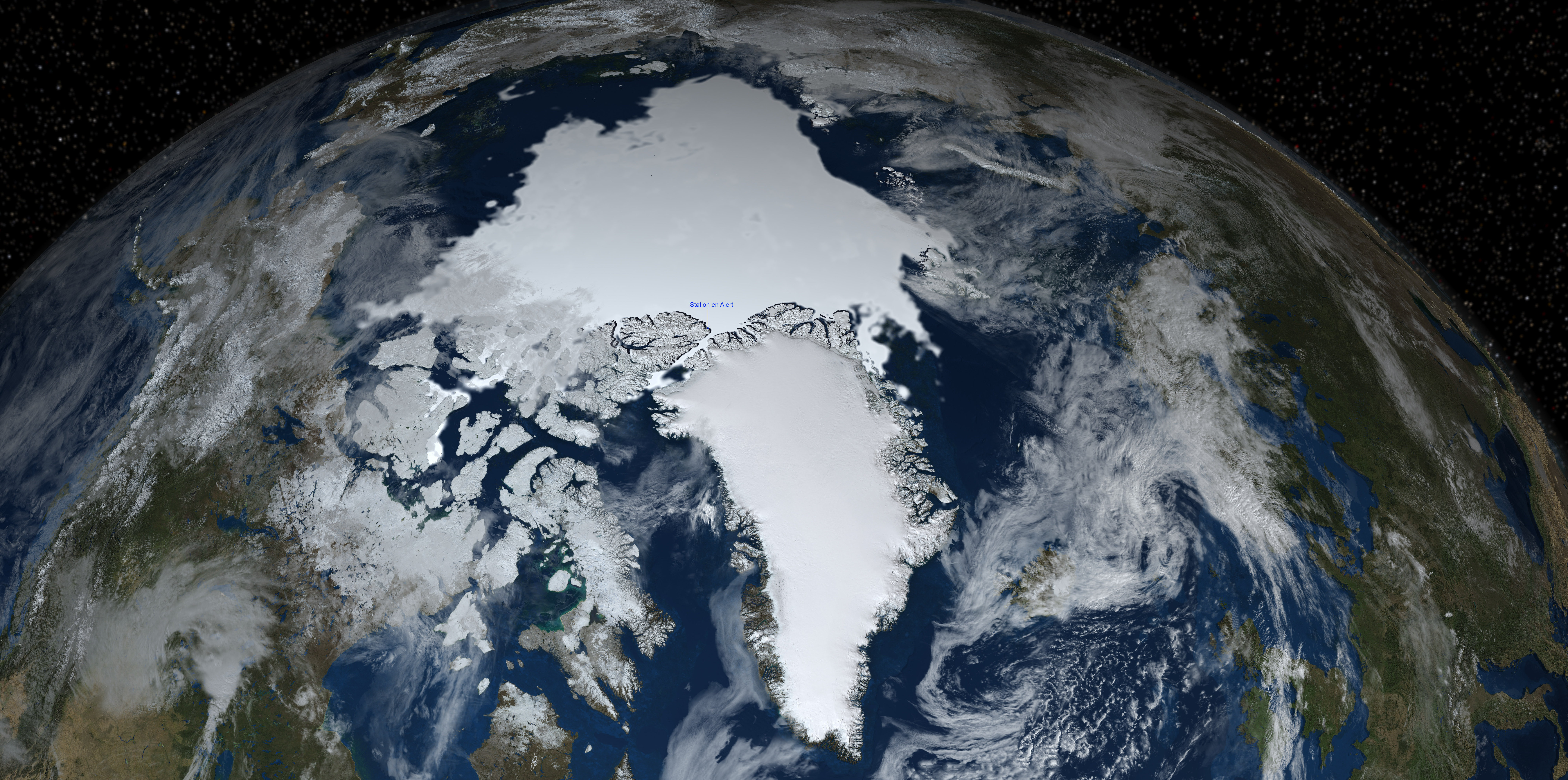
Localisation de la station météo à Alert. Extension de la banquise au 15 septembre 2008 (36 Mpx).

Alert a un climat polaire. Il peut y neiger et geler toute l'année. Les précipitations y sont très faibles avec 153,8 mm (173,3 cm de neige) en moyenne au cours de la période 1971 - 2000. Il y fait jour durant 6 mois d'affilée et la nuit y règne un même temps. De 1961 à 1990, pour le mois le plus froid, la température moyenne est de −33,6 °C et le mois le plus chaud la température moyenne est de 3,4 °C. De 1971 à 2000, 8,5 jours en moyenne par an ont des températures maximales supérieures à 10 °C. La température record la plus basse, −50 °C, a été enregistrée le 9 février 1979 et la plus chaude, +20 °C, le 8 juillet 1956.
La station d'Alert est à 30,5 m, latitude : 82°31'04N longitude : 62°16'50W.
| Mois                                  | jan.       | fév.     | mars       | avril      | mai      | juin       | jui.      | août      | sep.       | oct.       | nov.       | déc.       | année    |
| ------------------------------------- | ---------- | -------- | ---------- | ---------- | -------- | ---------- | --------- | --------- | ---------- | ---------- | ---------- | ---------- | -------- |
| Température minimale moyenne (°C)     | −35,9      | −37      | −36,1      | −28,2      | −14,9    | −3,2       | 0,7       | −1,8      | −12,2      | −22,8      | −30        | −33,7      | −21,3    |
| Température moyenne (°C)              | −32,4      | −33,4    | −32,4      | −24,4      | −11,8    | −0,8       | 3,3       | 0,8       | −9,2       | −19,4      | −26,4      | −30,1      | −18      |
| Température maximale moyenne (°C)     | −28,8      | −29,8    | −28,7      | −20,5      | −8,7     | 1,6        | 5,9       | 3,3       | −6         | −15,8      | −22,8      | −26,4      | −14,7    |
| Record de froid (°C) date du record   | −48,9 1966 | −50 1979 | −49,4 1970 | −45,6 1954 | −29 1989 | −13,9 1963 | −6,3 1982 | −15 1952  | −28,2 1979 | −39,4 1962 | −43,5 1980 | −46,1 1951 | −50 1979 |
| Record de chaleur (°C) date du record | 0 1958     | 1,1 1965 | −2,2 1957  | −0,2 1978  | 7,8 1951 | 18,2 2000  | 20 1956   | 19,5 1990 | 11,2 1989  | 4,4 1968   | 0,6 1963   | 3,2 1978   | 20 1956  |
| Ensoleillement (h)                    | 0          | 0        | 0          | 377        | 415,1    | 308,5      | 293,4     | 238       | 91,3       | 0          | 0          | 0          | 1 723    |
| Précipitations (mm)                   | 6,8        | 6,3      | 7          | 10,3       | 11       | 11,1       | 27,8      | 21,2      | 23,4       | 12,3       | 9,7        | 6,8        | 153,8    |